# Hexomyza abutilonicaulis
Hexomyza abutilonicaulis är en tvåvingeart som beskrevs av Spencer 1977. Hexomyza abutilonicaulis ingår i släktet Hexomyza och familjen minerarflugor.
Artens utbredningsområde är Pakistan. Inga underarter finns listade i Catalogue of Life.